# Hartmut Walz
Hartmut Walz (* 1960 in Pforzheim) ist ein deutscher Betriebswirtschaftler. Er ist seit 1993 Professor für Betriebswirtschaftslehre, insbesondere Bankbetriebslehre, an der Hochschule Ludwigshafen am Rhein.

## Leben
Nach Abschluss der Ausbildung zum Bankkaufmann, absolvierte Hartmut Walz ein Studium der Betriebswirtschaftslehre, Volkswirtschaftslehre sowie Wirtschaftspädagogik an der Universität Mannheim und wurde dort 1991 mit summa cum laude zum Dr. rer. pol. promoviert.
Nach Tätigkeiten als Unternehmensberater mit Projekten in den Bereichen Geschäftsplanung, Investitionsbewertung und Value Management sowie Lehr- und Vortragstätigkeiten an mehreren Hochschulen, hat er seit 1993 eine Professur an der Hochschule Ludwigshafen am Rhein inne und lehrt u. a. Finanzkompetenz, Finanzdienstleistungen für den Privatanleger, Anlageklassen und Anlagevehikel sowie Finanzpsychologie / Behavioral Finance, in deutscher und englischer Sprache.
Er ist Autor verschiedener Wirtschaftsbücher sowie Fachpublikationen. Als Redner hält Walz firmeninterne und öffentliche Impulsvorträge, auch ehrenamtlich an Schulen. Die Themen bewegen sich dabei insbesondere im Spannungsfeld zwischen Ökonomie und Psychologie, speziell Anlegerverhalten, Behavioral Finance, ökonomische Entscheidungsfindung sowie Problemlösungsverhalten. Walz engagiert sich für den Verbraucherschutz in den Themen Geldanlage, Versicherungen und Vorsorge. Er ist u. a. Vollmitglied und Fellow in der Bürgerbewegung Finanzwende und wissenschaftlicher Beirat beim Bund der Versicherten e.V. Walz betreibt den unabhängigen, kosten- und werbefreien Hartmut Walz Finanzblog.

## Publikationen
- mit Dieter Gramlich: Investitions- und Finanzplanung, 8. Aufl., Recht und Wirtschaft Verlag, Heidelberg 2011, ISBN 978-3-8005-5028-9.
- mit Thomas Bertels: Das Intelligente Unternehmen. Schneller lernen als der Wettbewerb, MI Verlag, Landsberg/Lech 1995, ISBN 978-3-478-34920-8.
- Einfach genial entscheiden. Die 60 wichtigsten Erkenntnisse für Ihren Erfolg, 3. Aufl., Haufe-Lexware Verlag, Freiburg 2022, ISBN 978-3-648-15968-2.
- mit Ulrich Bosetti: Beraten statt Verraten. So wehren Sie Manipulationen in der Finanzberatung souverän ab, Frankfurter Allgemeine Buch, Frankfurt am Main 2022, ISBN 978-3-96251-124-1.
- Einfach genial entscheiden im Falle einer Finanzkrise. Konstruktive Crashgedanken, 2. Aufl., Haufe-Lexware Verlag, Freiburg 2023, ISBN 978-3-648-16960-5.
- Einfach genial entscheiden in Geld- und Finanzfragen. Schließlich ist es Ihr Geld!, 4. Aufl., Haufe-Lexware Verlag, Freiburg 2024, ISBN 978-3-648-17739-6.
- Ihre Finanzen fest im Griff. Vermögen aufbauen, statt Geld verschenken, 3. Aufl., Haufe-Lexware Verlag, Freiburg 2025, ISBN 978-3-648-18627-5.